# Esther de Figueiredo Ferraz
Esther de Figueiredo Ferraz (São Paulo, 6 de febrero de 1915 — 23 de septiembre de 2008) fue una abogada, jurista, y profesora brasileña, secretaria de Estado en São Paulo, y la primera mujer ministra de Estado en el Brasil.

## Biografía
Era hija de Odon Carlos de Figueiredo Ferraz y de su esposa Julieta Martins de Figueiredo Ferraz, y hermana del ex-prefecto de São Paulo José Carlos de Figueiredo Ferraz. Realizó sus primeros estudios en Mococa. Y obtuvo su titulación con el diploma de docente normalista, con distinción, por la Escuela Normal e Instituto de Educación Caetano de Campos, de São Paulo. Y obtuvo la licenciatura en Filosofía, por la Facultad de São Bento, de la Pontificia Universidad Católica de São Paulo. Concluyó el curso de Derecho en la Facultad de Derecho de la Universidad de São Paulo, donde por sus méritos recibió los premios "Carvalho de Mendonça" (Derecho Comercial), "João Arruda" (Filosofía del Derecho), "Duarte de Azevedo" (Derecho Civil), y "Livreiro Saraiva". Durante muchos años fue la encargada del Gabinete Psicotécnico del "Instituto Profesional Femenino de São Paulo". Como docente, enseñó portugués, francés, latín, matemática, psicología, sociología, lógica, e historia de la Filosofía.
Esther Ferraz fue libre docente de Derecho Penal de la Facultad de Derecho de la Universidad de São Paulo, profesora de Derecho Judiciario penal de la Universidad Presbiteriana Mackenzie, de São Paulo. Actuó en el ejercicio liberal como abogada en el foro de São Paulo, donde brilló profesionalmente. Militó en los foros civil y en el criminal, como una de los más destacados miembros, y también en el asesoramiento de las autoridades gubernamentales que mucho se valían de sus vastos conocimientos jurídicos, en el desarrollo de los códigos y leyes de mayor importancia, como su representante en el Congreso y las conferencias, comisiones o integración de los estudios jurídicos más importantes. Como miembro del "Instituto de los Abogados del Brasil", fue designado para redactar una reforma al Código Civil de Brasil, en relación con el estado civil de la mujer casada. Integró la Comisión Oficial de Reorganización Penitenciaría del Estado de São Paulo. 
En 1956, realizó su defensa judicial más famosa, del gobernador Ademar Pereira de Barros en el "Caso de los Chevrolet de la Fuerza Pública".
Fue la primera mujer en ocupar una silla en la Ordem dos Advogados do Brasil (OAB), ocurrido en 1949, habiendo siempre formado parte de su "Comisión de Ética"; y fue también la primera ministra de Estado brasileña.
Fue miembro del Consejo Estadual de Educación de São Paulo, desde 1963 hasta 1964, en el gobierno de Ademar de Barros, y del Consejo Federal de Educación, entre 1969 y 1982.
Desde 1966 a 1967, fue directora de Enseñanza Superior del Ministerio de Educación y Cultura, durante el gobierno del presidente de la República, Marechal Humberto de Alencar Castelo Branco.
Durante el gobierno de Laudo Natel, em São Paulo, de 1971 a 1975, fue secretaria estadual de educación.
Fue la primera rectora de la Universidade Presbiteriana Mackenzie. Miembro de la Academia Paulista de Letras. Primera mujer en dar clases en la Universidad de São Paulo, USP.
Fue la primera mujer en acceder a un cargo de ministra en el Brasil, ocupando la cartera de Educación en el gobierno del general João Figueiredo, desde el 24 de agosto de 1982 al 15 de março de 1985.
En el Ministerio de Educación y Cultura, logró regulaciones en la modificación para los porcentajes mínimos establecidos, requeridos para su aplicación a la educación de los fondos recaudados en los impuestos.
Promovió una reforma universitaria que perfeccionó los planos de la carrera para profesores, y defendió la creación de las Escuelas técnicas federales.
Al conmemorarse sus 90 años, recibió del Centro Universitario de la Ciudad de Río de Janeiro, el título de Doctor Honoris Causa, del rector Paulo Alonso, en una ceremonia marcada por la emoción, en su apartamento de São Paulo, rodeada de amigos y familiares. Lúcida y bien organizada, Esther, de repente, realizó un discurso que conmovió a todos. Paulo Alonso habló de la amistad que los unía a la educadora, destacando su "generosidad, simplicidad, el saber servir, profesionalismo, pionera y, sobre todo, su dulzura y docilidad". Habló en el cierre, que el hecho de haber tenido la oportunidad de vivir con Esther, le dio el aprender mucho a lo largo de su carrera: "Fue la profesora Esther quien me enseñó mucho de lo que sé y que era de la parte superior de su sabiduría, que me hizo pensar sobre la educación en más profundidad. La profesora Esther siempre será muy querida y se almacenará para siempre en mi memoria y en mi corazón. Como Ministro de Educación, ella fue esencial para poner la educación en la Agenda del Brasil".
Escribió diversos libros, entre ellos Prostituição e Criminalidade Feminina, y Mulheres Frequentemente.

## Honores
Recibió innumerables honras, destacándose el de la Ordem do Mérito Nacional da Educação.
Falleció, sin haber estado casada, víctima de accidente vascular cerebral